# Zagorica pri Dolskem
Zagorica pri Dolskem è un insediamento del comune di Dol pri Ljubljani a est di Lubiana, nella Slovenia centrale, in Alta Carniola.
Nel 2002 contava 94 abitanti.
È il luogo natale del matematico sloveno Jurij Vega (1754-1892).